# Ханштайн, Иоганнес фон
Иоганнес Людвиг Эмиль Роберт фон Ханштайн (Ганштейн; нем. Johannes Ludwig Emil Robert von Hanstein, 15 мая 1822 — 27 августа 1880) — немецкий ботаник, профессор ботаники, прославившийся своей теорией (схемой) гистогенов для меристематических (образовательных) клеток растений.

## Биография
Йоханнес фон Ханштайн родился в Потсдаме 15 мая 1822 года.
В 1840—1844 годах Ханштайн посещал Школу садоводства в Потсдаме, где он изучал садоводство.
Ханштайн изучал естествознание в Берлине и получил учёную степень кандидата наук в 1848 году. Он защитил докторскую диссертацию в 1855 году как приват-доцент ботаники в Берлинском университете имени Гумбольдта.
В 1861 году Ханштайн был куратором Королевского гербария, а в 1865 году — профессором ботаники в Бонне и директором тамошнего ботанического сада, а также ботанического института.
Иоганнес Людвиг Эмиль Роберт фон Ханштайн умер в городе Бонн 27 августа 1880 года.

## Научная деятельность
Иоганнес фон Ханштайн специализировался на папоротниковидных, водорослях и на семенных растениях. Он работал преимущественно в области микроскопической анатомии и морфологии растений и изучал эмбриональное развитие однодольных и двудольных цветковых растений. Он также написал работы по оплодотворению и развитию папоротников.

## Научные работы
- Untersuchungen über den Bau und die Entwickelung der Baumrinde (Berlin 1853).
- Ueber den Zusammenhang der Blattstellung mit dem Bau des dicotylen Holzringes (Berlin 1858).
- Versuche über die Leitung des Saftes durch die Rinde (Berlin 1860).
- Die Milchsaftgefäße und die verwandten Organe der Rinde (Berlin 1864).
- Zur Entwickelungsgeschichte der Gattung Marsilia (Berlin 1862—1864, 2 Bde.).
- Befruchtung und Entwickelung der Gattung Marsilia (Berlin 1865).
- Pilulariae globuliterae generatio cum Marsilia comparata (Bonn 1866).
- Übersicht des natürlichen Pflanzensystems (Bonn 1867).
- Über die Organe der Harz- und Schleimabsonderung in den Laubknospen (Botanische Zeitung 1868).
- Die Scheitelzellgruppe im Vegetationspunkt der Phanerogamen (Bonn 1869).
- Die Entwicklung des Keimes der Monokotylen und Dikotylen (1870).
- Die Parthenogenesis der Caelebogyne Ilicifolia: Nach gemeinschaftlich mit Alexander Braun angestellten Beobachtungen mitgetheilt (Bonn 1877).
- Einige Züge aus der Biologie des Protoplasmas (1880).
- Beiträge zur allgemeinen Morphologie der Pflanzen (1882) in dem von ihm herausgegebenen Sammelwerk Abhandlungen aus dem Gebiet der Morphologie und Physiologie.
- Christian Gottfried Ehrenberg, ein Tagwerk auf dem Felde der Naturforschung (Bonn 1877).

## Почести
Род растений Hansteinia Oerst. был назван в его честь.